# 열주도
열주도(列周道, ?~?)는 후발해의 관리이다.

## 생애
후발해에서 남해부도독(南海府都督)를 지내며 935년 12월에 조공사신으로 후당에 다녀갔으며, 936년 2월에 또한 후당에 사신으로 가서 검교공부상서(檢校工部尙書)을 제수받았다. 그는 후당에 파견된 후발해의 마지막 사신으로 기록된다.